# Barra Grant
Barbara Carol Grant, nata Barbara Carol Wayne, detta Barra (New York, 24 dicembre 1948), è un'attrice, sceneggiatrice e regista statunitense.

## Biografia
Nacque a New York dalla modella Bess Myerson e dal dirigente d'azienda Allan Wayne. I genitori divorziarono nel 1958, e quando la madre si risposò, nel 1962, assunse il cognome del patrigno, Arnold Grant, che la adottò.
Iniziò a recitare all'inizio degli anni Settanta: nel 1971 fece il suo esordio in una serie TV (era una delle protagoniste della serie Take Three Girls, prodotta da BBC), mentre un anno dopo recitò per la prima volta per il grande schermo (in Daughters of Satan di Hollingsworth Morse).
Nella seconda metà del decennio cominciò anche la sua attività di sceneggiatrice: nel 1978 scrisse (e interpretò in un piccolo ruolo) Ballando lo slow nella grande città, per la regia di John G. Avildsen.
Negli anni successivi è stata saltuariamente anche regista per episodi di alcune serie TV, facendo infine il suo esordio come regista cinematografica con Life of the Party nel 2005, e poi con Love Hurts nel 2009, entrambi scritti da lei.

## Filmografia parziale

### Attrice

#### Cinema
- Doughters of Satan, regia di Hollingsworth Morse (1972)
- It Ain't Easy, regia di Maury Hurley (1972)
- Codice 3: emergenza assoluta (Mother, Jugs & Speed), regia di Peter Yates (1976)
- Ballando lo slow nella grande città (Slow Dancing in the Big City), regia di John G. Avildsen (1978)

#### Televisione
- Take Three Girls - serie TV, 12 episodi (1971)
- I nuovi medici (The Bold Ones: The New Doctors) - serie TV, episodio 4x14 (1973)
- Storie del vecchio West (Gunsmoke) - serie TV, episodio 19x05 (1973)
- Barnaby Jones - serie TV, episodio 2x09 (1973)
- Prigionieri in fondo al mare (Trapped Beneath the Sea) - film per la TV, regia di William A. Graham (1974)
- Serpico - serie TV, episodio 1x01 (1976)
- Il sergente Matlovich contro la U.S. Air Force (Sergeant Matlovich vs. the U.S. Air Force) - film per la TV, regia di Paul Leaf (1978)

### Sceneggiatrice

#### Cinema
- Ballando lo slow nella grande città (Slow Dancing in the Big City), regia di John G. Avildsen (1978)
- L'ultimo sole d'estate (Misunderstood), regia di Jerry Schatzberg (1984)
- Life of the Party, regia di Barra Grant (2005)
- Love Hurts, regia di Barra Grant (2009)

#### Televisione
- NBC Special Treat - serie TV, episodio 4x01 (1978)
- Dirty Dancing - serie TV, 11 episodi (1988-1989)
- CBS Summer Playhouse - serie TV, episodio 1x09 (1987)
- CBS Schoolbreak Special - serie TV, episodio 8x02 (1991)
- Freshman Dorm - serie TV, episodio 1x03 (1992)
- Living Single - serie TV, episodio 1x23 (1994)

### Regista

#### Cinema
- Life of the Party, regia di Barra Grant (2005)
- Love Hurts, regia di Barra Grant (2009)

#### Televisione
- NBC Special Treat - serie TV, episodio 4x01 (1978)
- Dirty Dancing - serie TV, episodio 1x10 (1988-1989)
- CBS Schoolbreak Special - serie TV, episodio 8x02 (1991)